# Kapsułka Crosby’ego
Kapsułka Crosby’ego (kapsułka Crosby’ego-Kuglera) – cienka sonda zakończona głowicą, służąca do wykonywania biopsji błony śluzowej przewodu pokarmowego.

## Opis badania
Kapsułka zostaje połknięta przez pacjenta, a drugi koniec sondy pozostaje na zewnątrz jamy ustnej. Lekarz cały czas kontroluje położenie kapsułki za pomocą RTG. Po osiągnięciu punktu docelowego, za pomocą strzykawki zostaje wytworzone podciśnienie, które powoduje, że błona śluzowa zostaje zassana do wnętrza kapsułki. Za pomocą urządzenia tnącego zostaje pobrany wycinek. Następnie sonda zostaje usunięta.

Obecnie kapsułka Crosby’ego jest używana głównie w pediatrii.